# Oscar Miller (Papierfabrikant, 1826)

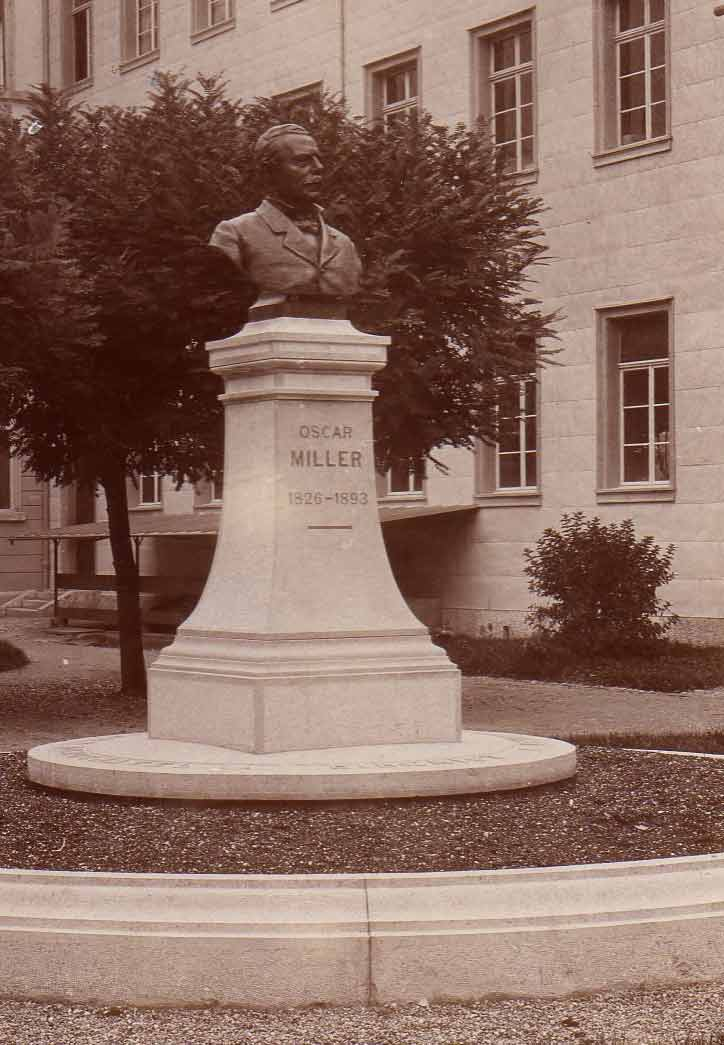
Oscar Miller vor der Papierfabrik Biberist

Oscar Miller (* 28. Mai 1826 in Heidenheim an der Brenz; † 2. März 1893 in Biberist, Kanton Solothurn) war ein in der Schweiz tätiger deutscher Papierfabrikant und Sammler zeitgenössischer Schweizer Kunst, Mäzen und Donator. Ab 1876 war er Ehrenbürger von Biberist. 
Oscar Miller entstammte einer Familie, die sich bis ca. 1700 in Altenstadt bei Geislingen an der Steige und Heidenheim an der Brenz nachweisen lässt. Sein Vater Jakob war Apotheker in Heidenheim und musste aus politischen Gründen Heidenheim verlassen. Oscar absolvierte in Heidenheim eine Ausbildung zum Papiermacher. Von 1845 bis 1847 leitete er die Papierfabrik in Pfullingen (Württemberg), dann diejenige in Bautzen (Sachsen) und von 1852 bis 1862 die Papierfabrik in Voltri bei Genua.

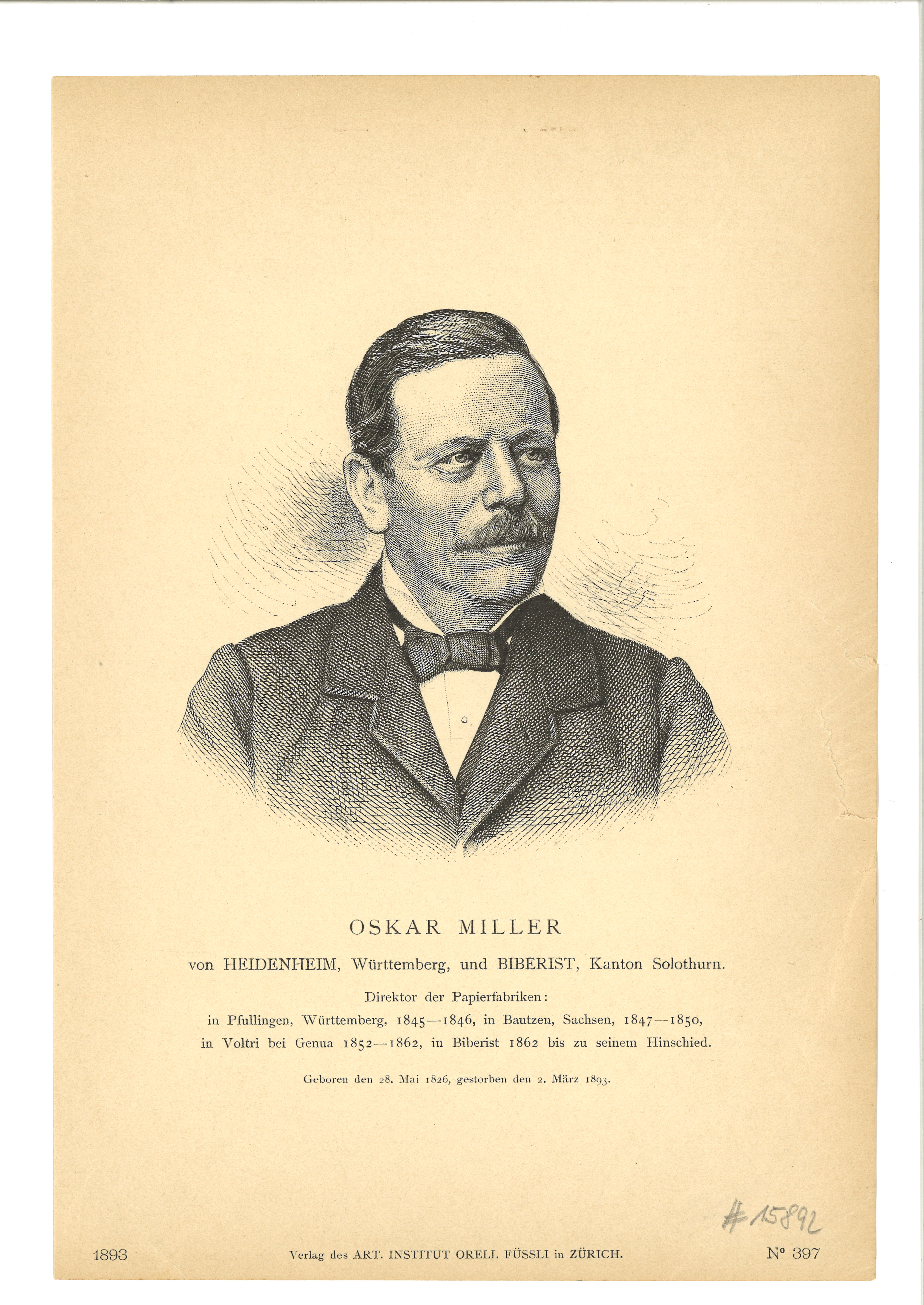
O. Miller

1859 erhält Escher, Wyss & Cie. von der Regierung des Kantons Solothurn die Konzession für den Bau des Emmenkanals in Biberist. 1862 wurde auf Initiative des Unternehmens die Papierfabrik Biberist AG gegründet. Oscar Miller wurde mit dem Aufbau der Fabrik beauftragt und war dann von 1862 bis 1892 deren erster Direktor. 1865 nahm die Fabrik die Produktion auf, 1882 wurde eine Holzschlifffabrik in Rondchâtel eröffnet und 1884 eine eigene Zellulosefabrik. 1888 kaufte die Papierfabrik Biberist die Papierfabriken in Worblaufen und Frinvillier. 
Oscar Miller sammelte Kunst und war auch gemeinnützig tätig. Sein gleichnamiger Sohn Oscar Miller übernahm von ihm die Leitung der Papierfabrik Biberist und auch die Sammeltätigkeit. 